# Адріан Сутіл
А́дріан Су́тіл (нім. Adrian Sutil, нар. 11 січня 1983, Штарнберг) — німецький автогонщик уругвайського походження, пілот «Формули-1». Дебютував на Гран-прі Формули 1 на Гран-прі Австралії 2007 року.

## Біографія
Сутіл народився у німецько-уругвайській родині. Його мати, Моніка, була музиканткою. Має двох братів: Даніеля та Ральфа. Автогонками почав займатись у віці 14 років і вже в 2004 році почав виступати у Чемпіонаті Формули Форд 1800 у Швейцарії. Він виграв 10 гонок сезону стартуючи першим. Крім цього він ще виграв 5 гонок Формули Мастерс у Австрії. Вільно володіє англійською, німецькою, іспанською мовами, та трохи розмовляє італійською.

## Повна таблиця результатів
| Рік  | Команда                      | Шасі               | Двигун                     | 1        | 2        | 3        | 4        | 5        | 6        | 7        | 8      | 9        | 10       | 11       | 12       | 13       | 14       | 15       | 16       | 17       | 18       | 19     | 20 | Місце в чемпіонаті | Очки в чемпіонаті |
| ---- | ---------------------------- | ------------------ | -------------------------- | -------- | -------- | -------- | -------- | -------- | -------- | -------- | ------ | -------- | -------- | -------- | -------- | -------- | -------- | -------- | -------- | -------- | -------- | ------ | -- | ------------------ | ----------------- |
| 2006 | Midland F1 Racing            | Midland M16        | Toyota RVX-06 2.4 V8       | BHR      | MAL      | AUS      | SMR      | EUR Тест | ESP      | MON      | GBR    | CAN      | USA      | FRA Тест | GER      | HUN      | TUR      | ITA      |          |          |          |        |    | -                  | -                 |
| 2006 | Spyker MF1 Team              | Midland M16        | Toyota RVX-06 2.4 V8       |          |          |          |          |          |          |          |        |          |          |          |          |          |          |          | CHN      | JPN Тест | BRA      |        |    | -                  | -                 |
| 2007 | Etihad Aldar Spyker F1 Team  | Spyker F8-VII      | Ferrari 056H 2.4 V8        | АВС 17   | МАЛ Схід | БХР 15   | ІСП 13   | МОН Схід | КАН Схід | США 14   | ФРА 17 | ВЕЛ Схід | ЄВР Схід | УГО 17   | ТУР 21   |          |          |          |          |          |          |        |    | 19                 | 1                 |
| 2007 | Etihad Aldar Spyker F1 Team  | Spyker F8-VIIB     | Ferrari 056H 2.4 V8        |          |          |          |          |          |          |          |        |          |          |          |          | ІТА 19   | БЕЛ 14   | ЯПО 8    | КИТ Схід | БРА Схід |          |        |    | 19                 | 1                 |
| 2008 | Force India Formula One Team | Force India VJM01  | Ferrari 056 2.4 V8         | АВС Схід | МАЛ Схід | БХР 19   | ІСП Схід | ТУР 16   | МОН Схід | КАН Схід | ФРА 19 | ВЕЛ Схід | НІМ 15   | УГО Схід | ЄВР Схід | БЕЛ 13   | ІТА 19   | СІН Схід | ЯПО Схід | КИТ Схід | БРА 16   |        |    | 20                 | 0                 |
| 2009 | Force India Formula One Team | Force India VJM02  | Mercedes FO 108W 2.4 V8    | АВС 9    | МАЛ 17   | КИТ 17   | БХР 16   | ІСП Схід | МОН 14   | ТУР 17   | ВЕЛ 17 | НІМ 15   | УГО Схід | ЄВР 10   | БЕЛ 11   | ІТА 4    | СІН Схід | ЯПО 13   | БРА Схід | АБУ 17   |          |        |    | 17                 | 5                 |
| 2010 | Force India Formula One Team | Force India VJM03  | Mercedes FO 108X 2.4 V8    | BHR 12   | AUS Схід | MAL 5    | CHN 11   | ESP 7    | MON 8    | TUR 9    | CAN 10 | EUR 6    | GBR 8    | GER 17   | HUN Схід | BEL 5    | ITA 16   | SIN 9    | JPN Схід | KOR Схід | BRA 12   | ABU 13 |    | 11                 | 47                |
| 2011 | Force India Formula One Team | Force India VJM04  | Mercedes FO 108Y 2.4 V8    | AUS 9    | MAL 11   | CHN 15   | TUR 13   | ESP 13   | MON 7    | CAN Схід | EUR 9  | GBR 11   | GER 6    | HUN 14   | BEL 7    | ITA Схід | SIN 8    | JPN 11   | KOR 11   | IND 9    | ABU 8    | BRA 6  |    | 9                  | 42                |
| 2013 | Force India Formula One Team | Force India VJM06  | Mercedes FO 108Z 2.4 V8    | AUS 7    | MAL Схід | CHN Схід | BHR 13   | ESP 13   | MON 5    | CAN 10   | GBR 7  | GER 13   | HUN Схід | BEL 9    | ITA 16†  | SIN 10   | KOR 20†  | JPN 14   | IND 9    | ABU 10   | USA Схід | BRA 13 |    | 13                 | 29                |
| 2014 | Sauber F1 Team               | Sauber F1 Team C33 | Ferrari 059/3 1.6 V6 turbo | AUS 11   | MAL Схід | BHR Схід | CHN Схід | ESP 17   | MON Схід | CAN 13   | AUT 13 | GBR 13   | GER Схід | HUN 11   | BEL 14   | ITA 15   | SIN Схід | JPN 21†  | RUS 16   | USA Схід | BRA 16   | ABU 16 |    | 18                 | 0                 |

† Пілот не зміг завершити перегони але був класифікований подолавши понад 90 % дистанції.